# Datvisdzjvaripas
De Datvisdzjvaripas (Georgisch: დათვისჯვარი, voluit დათვისჯვარისღელე, Datvisdzjvarigele) is een bergpas in Georgië met een hoogte van 2677 meter boven zeeniveau.

## Ligging
De pas bevindt zich in de noord-Georgische streek Chevsoeretië in de gemeente Doesjeti en ligt in de bergkam en waterscheiding van de Grote Kaukasus. Het is de scheiding van de rivierbekkens van de Aragvi en Argoen. De pas ligt tevens in de scheiding van het zuidwestelijke en noordoostelijke deel van Chevsoeretië.
Over de pas gaat de enige verbindingsweg naar het noordelijke en Europese deel van Chevsoeretië, de Sh26 naar de Georgische historisch erfgoedplaatsen Sjatili en Moetso. Het is het hoogste punt in deze weg. Door klimatologische omstandigheden is de pas open in de periode van mei tot eind oktober.

## Foto's

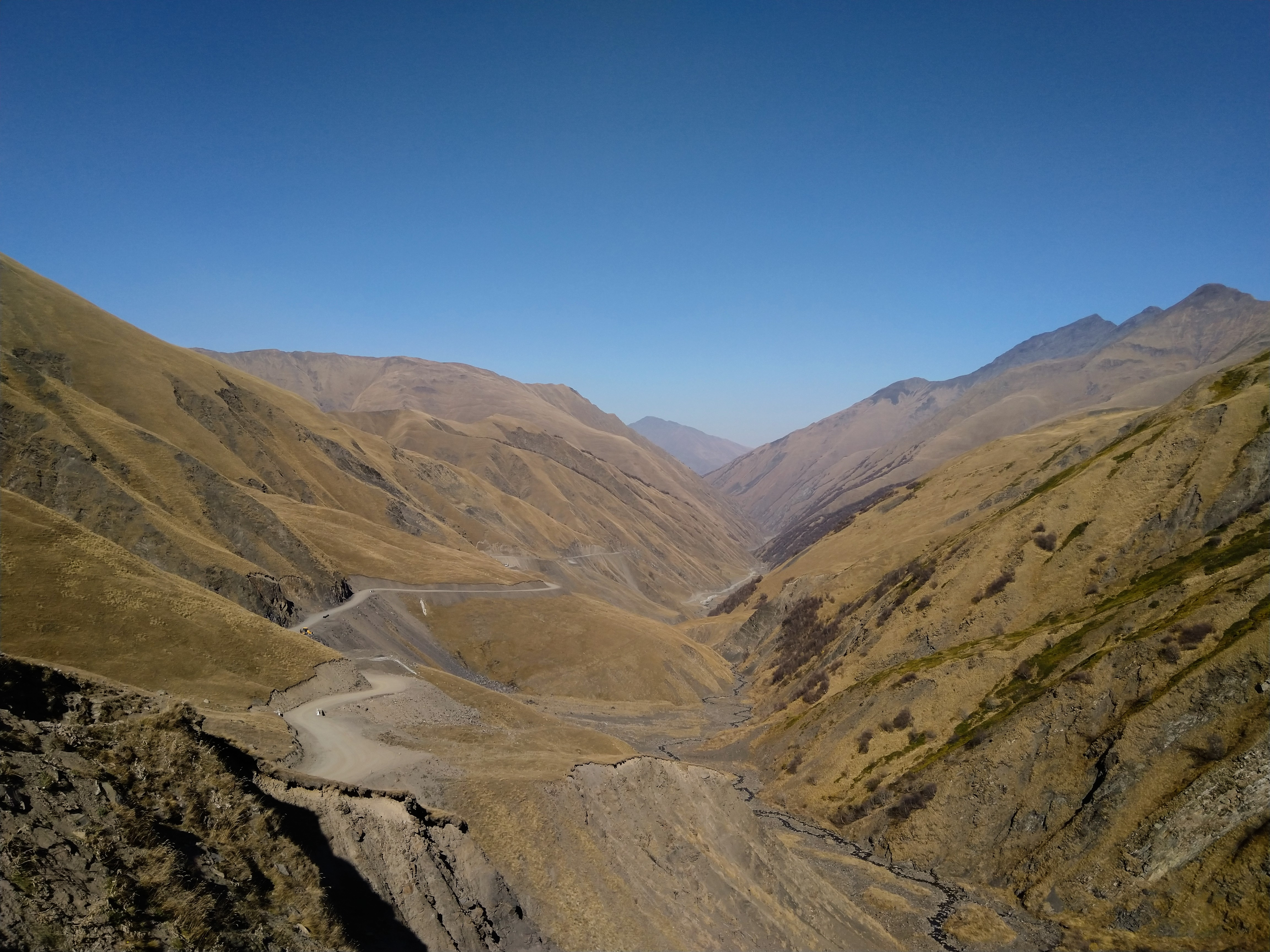
Zicht op de Argoen
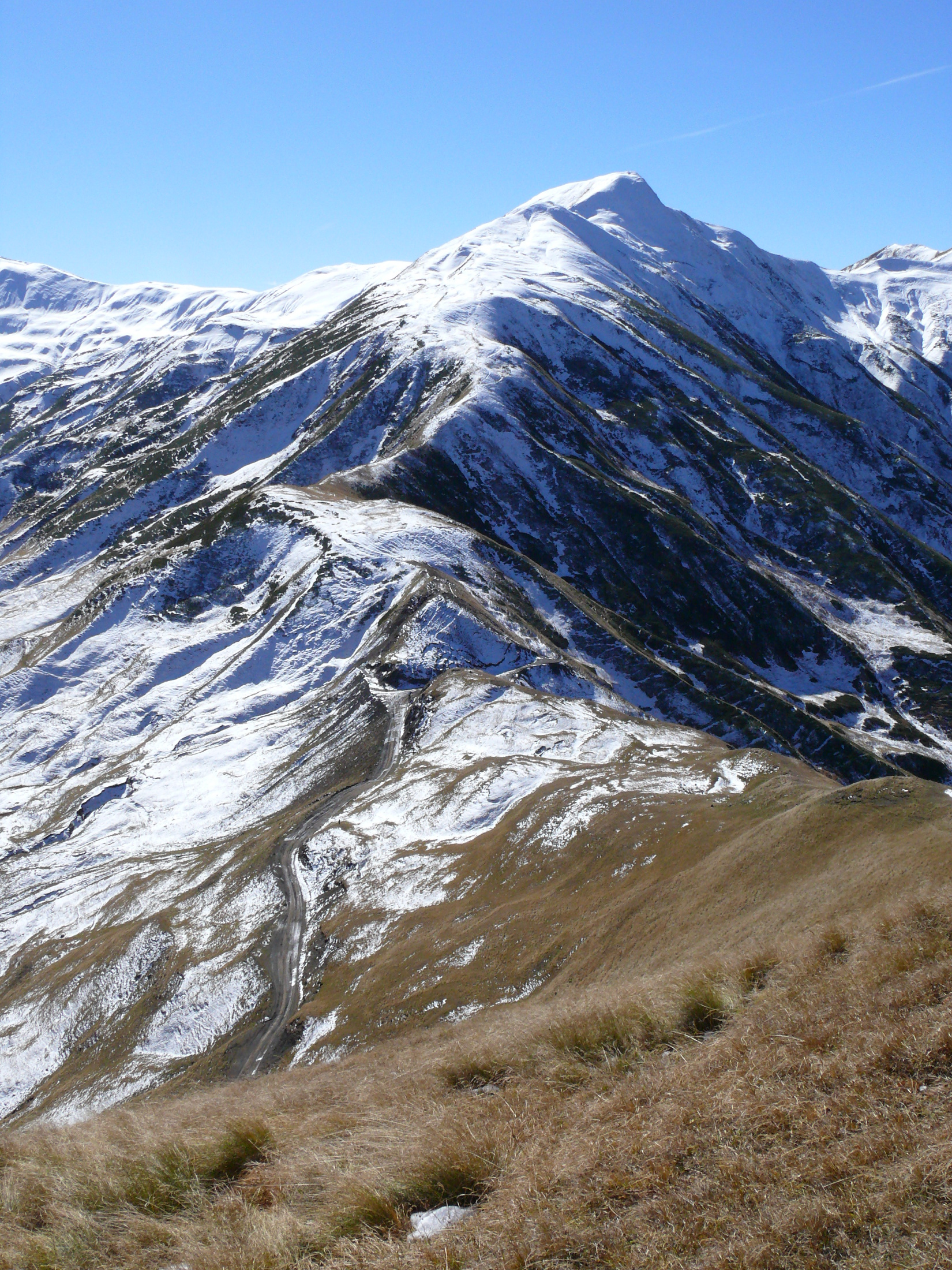
De pas vanaf de bergkam
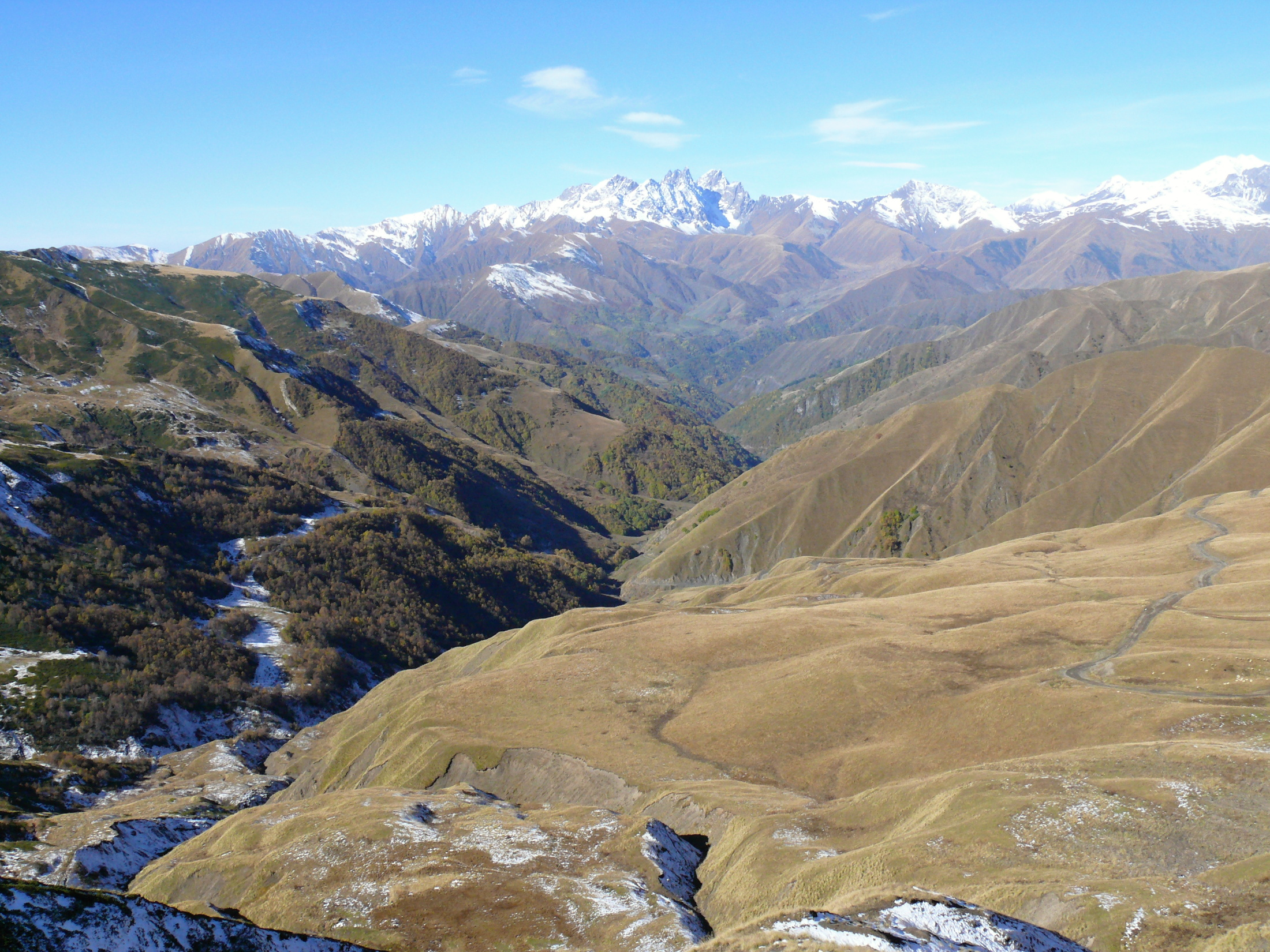
Tsjauchi-massief in verte